# الميت الذي يمشي (فلم)
الميت الذي يمشي (بالإنجليزية: Dead Man Walking) هو فيلم دراما تم إنتاجه في الولايات المتحدة وصدر في سنة 1995. الفيلم من إخراج تيم روبنز.

## بطولة
- سوزان سارندون
- شون بن
- جاك بلاك

## القصة
ماثيو رجل يصدر بحقه الإعدام بعد 6 سنين من سجنه بتهمة قتل شاب وفتاة وتظهر عندها الراهبة هيلين التي تتحدت مع عائلتي المقتولين بمحاولة منها لإنزال عقوبة الإعدام عنه لكن دون جدوى. وقبل إعدامه بقليل تتحدث معه بمحاولة منها لمواساته وتطلب منه النظر إليها عندما يعدموه.

## الجوائز والترشيحات
| السنة | الحدث | الفئة             | النتيجة  |
| ----- | ----- | ----------------- | -------- |
|       |       | أوسكار أحسن ممثلة | فـــــوز |

## الميزانية والإيرادات
بلغت تكلفة إنتاج الفيلم حوالي 11 مليون دولار بينما حقق أرباحا تقدر بـ 83,088,295 دولار.

## وصلات خارجية
- مقالات تستعمل روابط فنية بلا صلة مع ويكي بيانات

1. ↑  "معلومات عن الميت الذي يمشي (فيلم) على موقع movie.walkerplus.com". movie.walkerplus.com. مؤرشف من الأصل في 2016-11-07.
2. ↑  "معلومات عن الميت الذي يمشي (فيلم) على موقع d-nb.info". d-nb.info. مؤرشف من الأصل في 2019-12-12.
3. ↑  "معلومات عن الميت الذي يمشي (فيلم) على موقع viaf.org". viaf.org. مؤرشف من الأصل في 2019-05-24.